# Robert Moreau (homme politique)
Pour les articles homonymes, voir Robert Moreau et Moreau.
Robert Moreau, né à Tulle en Corrèze (France) le 20 mai 1915 et mort à Montigny-le-Tilleul, le 23 juillet 2006, est un syndicaliste et homme politique belge. Militant wallon et membre de la FGTB, il dirigea celle-ci comme adjoint d'André Renard.

## Biographie
Fils d'un syndicaliste et petit-fils d’un des fondateurs de la Maison du Peuple de Marcinelle, il travaille dès 14 ans aux ACEC comme garçon de course. C'est au cours du soir, qu'il décroche son diplôme de dessinateur électricien. Après avoir été au chômage pendant quelque temps, à cause de la crise des années 1930, il entre pour un emploi dans un bureau de dessin des ACEC (en 1937). Rapidement, il se lance dans l’action syndicale à la Fédération des Métallurgistes. Après le Seconde Guerre mondiale, il devient permanent et ensuite secrétaire régional FGTB de Charleroi.

### Carrière politique
Il exerce la présidence de la section de Marcinelle du Parti socialiste de 1945 à 1953. Il est ensuite désigné secrétaire national de la FGTB, adjoint à André Renard. Mandat duquel il démissionne en 1961 pour rallier le Mouvement populaire wallon naissant. Il démissionne aussi du Parti socialiste en 1964. Il fonde le Front wallon en 1965, devient ainsi avec François Perin le premier élu autonomiste wallon à la Chambre des représentants en 1965 puis fait partie du Rassemblement wallon à sa création en 1968. Il siège à la Chambre de 1964 à 1981, devient secrétaire d'État aux Affaires sociales de 1974 à 1976 dans le gouvernement Tindemans II, puis ministre des Pensions de 1976 à 1977.
Il retourne au Parti socialiste et préside, entre autres, la section de Charleroi de l’Institut Jules Destrée.

## Publications
Il a écrit plusieurs ouvrages dont Combat syndical et conscience wallonne, publié à la fois par la Fondation André Renard, les Éditions ouvrières et l'Institut Jules Destrée, qui rassemble des documents qui concernent l'engagement progressif de la FGTB au service de l'idée wallonne.